# Rhynchosia pauciflora
Rhynchosia pauciflora är en ärtväxtart som beskrevs av Harry Bolus. Rhynchosia pauciflora ingår i släktet Rhynchosia och familjen ärtväxter. Inga underarter finns listade i Catalogue of Life.